# Tren Popular de la Cultura
El Tren Popular de la Cultura fue una iniciativa realizada en Chile entre el 16 de febrero y el 15 de marzo de 1971, en la cual un tren de la Empresa de los Ferrocarriles del Estado recorrió la zona centro y sur del país, comenzando en Puerto Montt y finalizando en Rancagua, con artistas de distintas disciplinas a bordo, quienes realizaron presentaciones en todas las ciudades donde se realizaron escalas.

## Historia
El anuncio oficial se realizó en enero de 1971, en el cual se explicó que uno de los objetivos del recorrido del tren era fomentar la organización de los futuros Institutos de Arte y Cultura Popular, cumpliendo así con la promesa número 40 del programa de cuarenta medidas presentadas por la candidatura presidencial de Salvador Allende en 1970. La organización general estuvo a cargo del Departamento de Cultura de la Presidencia de la República, cuyo director era Waldo Atías, mientras que la coordinación de los artistas estuvo a cargo de Marión Soto, Arturo San Martín y Felipe Ravinet; la dirección artística estuvo a cargo de Enrique Noisvander, mientras que Valentín Trujillo fue el director musical, Jorge Acevedo el director de escena y José Pineda el libretista, mientras que la coordinación por parte de la Empresa de los Ferrocarriles del Estado estuvo a cargo de su director general, Nahum Castro.

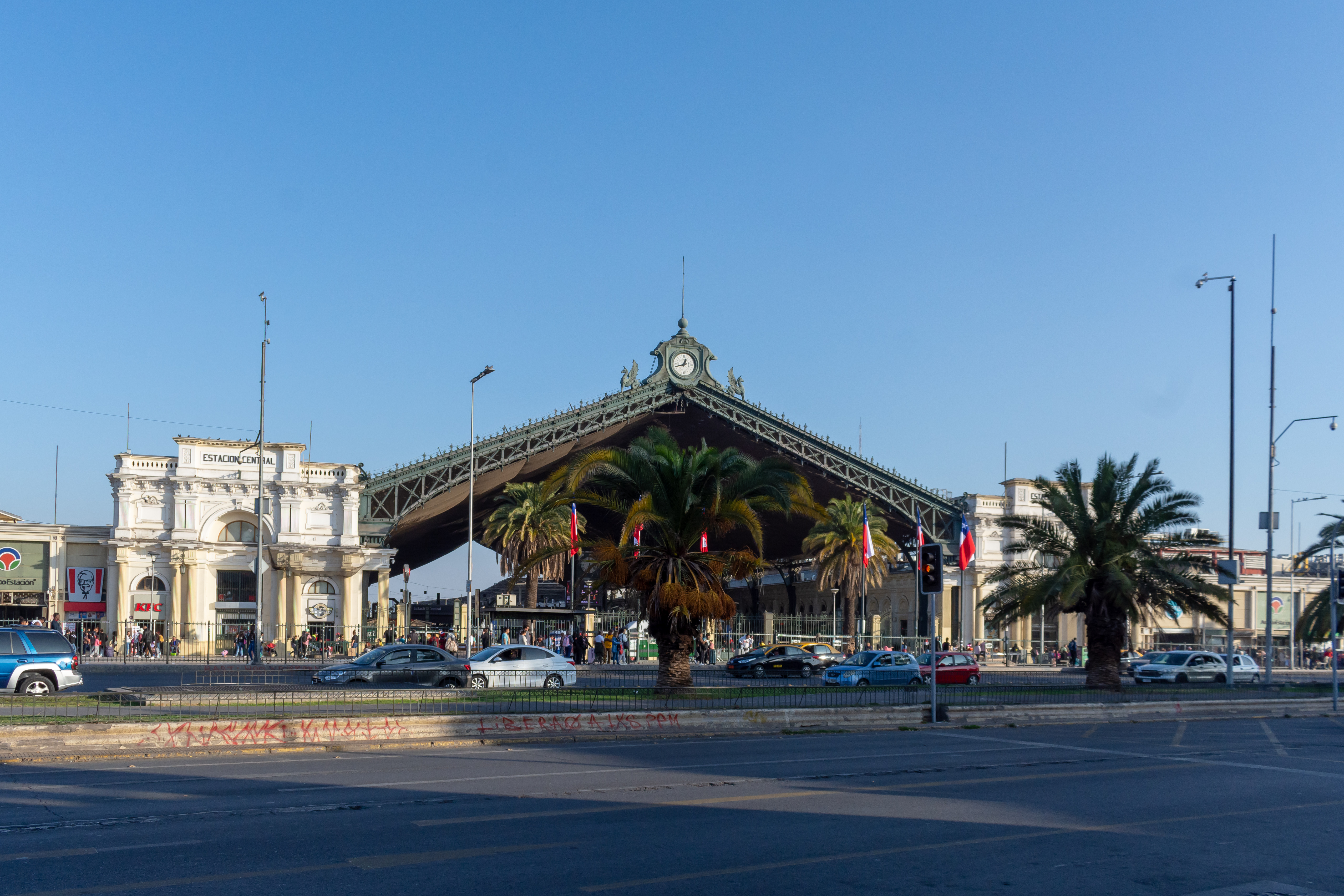
Estación Central de Santiago, punto de partida del Tren Popular de la Cultura.

El Tren Popular de la Cultura partió desde la Estación Central de Santiago el 16 de febrero de 1971, en un acto que fue encabezado por el presidente de la República, Salvador Allende, y la primera dama, Hortensia Bussi. El tren, que correspondía a una formación completa con coches de pasajeros y coches dormitorios además de la colaboración de la Cooperativa del Personal de los Coches Comedores, realizó un recorrido directo hasta Puerto Montt para iniciar su periplo en dirección norte. A bordo del tren iba también el antropólogo Julio Numhauser, quien se encargaría de recoger la opinión del público en cada presentación para realizar una evaluación con un grupo de sociólogos sobre los resultados del Tren Popular de la Cultura.
El recorrido del tren incluía detenciones de dos días en cada ciudad (excepto en Concepción, donde estaría tres días), en donde las presentaciones contaban de dos partes: primero se realizaría un espectáculo integrado en el que participarían todos los artistas que viajaban en el tren y que sería animado por los humoristas Guillermo Bruce y Sergio Feito —quienes presentaban la historia de un grupo de artistas que llegaban a un canal de televisión pero eran constantemente rechazados—, y posteriormente cada disciplina o grupo se presentaría por separado en los lugares donde fuese conveniente.
Entre las ciudades que visitó el Tren Popular de la Cultura se encontraban Puerto Montt (17 y 18 de febrero), Osorno (19 y 20 de febrero), Valdivia (21 y 22 de febrero), Temuco (23 y 24 de febrero), Lebu (25 y 26 de febrero), Angol (27 y 28 de febrero), Los Ángeles (1 y 2 de marzo), Concepción (3, 4 y 5 de marzo), Chillán (6 y 7 de marzo), Linares (8 de marzo), Talca (9 y 10 de marzo), Curicó (11 y 12 de marzo), San Fernando (13 de marzo) y Rancagua, llegando a esta última localidad el 14 de marzo y realizando sus últimas presentaciones al día siguiente. Una vez de vuelta en Santiago, los artistas del Tren Popular de la Cultura realizaron una presentación gratuita en el Estadio Chile el 20 de marzo.
Los organizadores estiman que aproximadamente 250 mil personas presenciaron los shows realizados por los artistas del Tren Popular de la Cultura, sin contar a quienes escucharon dichas presentaciones mediante las redes provinciales de radioemisoras. Los artistas recibieron no más de 3000 escudos por su participación durante el mes de recorrido del tren. Luego de su paso por Lebu, en dicha ciudad quedó constituido el primer Instituto del Arte y la Cultura en el país.
En abril de 1971 se realizó otro recorrido de artistas, denominado «Mini-Tren de la Cultura», que visitó las provincias de Chiloé, Aysén y Magallanes, recorriendo estas en avión, barcos o automóviles dada la inexistencia de ferrocarriles en dichos territorios. Los artistas que participaron de esta iniciativa fueron el folclorista Héctor Pavez, el actor Leonardo Perucci, el Conjunto Aucamán dirigido por Claudio Lobos y el director de televisión René Schneider Arce.

## Artistas
Los actores que viajaron en el Tren Popular de la Cultura fueron María Eugenia Cavieres, Silvia Santelices, Norma Lafourcade, Sergio Buschmann, Adriano Castillo y Eduardo Pérez, quienes fueron dirigidos por Pedro Villagra y Luis Alarcón.
En cuanto al área musical, el dúo Dávalos-Cherubito presentó música culta al igual que el pianista Omar Rivoira. El folklore fue representado por el Conjunto Rauquén, Rolando Alarcón, el Conjunto Los Emigrantes y Nano Acevedo. La orquesta de música popular Dimensión Latina, junto a Osvaldo Madera, amenizó las fiestas locales.
También se presentó a bordo del Tren Popular de la Cultura una exposición de arte a cargo del profesor Raúl Bustamante, que presentaba el resultado de un concurso realizado por el Comité de Artes Plásticas a cargo de José Balmes; se seleccionaron 30 obras que fueron reproducidas en serigrafías.
El Ballet Popular, grupo dirigido por Fernando Cortizo y compuesto por 16 bailarines de la Facultad de Ciencias y Artes Musicales y
Escénicas de la Universidad de Chile, realizó diversas presentaciones durante el recorrido del Tren Popular.

## Referencias culturales

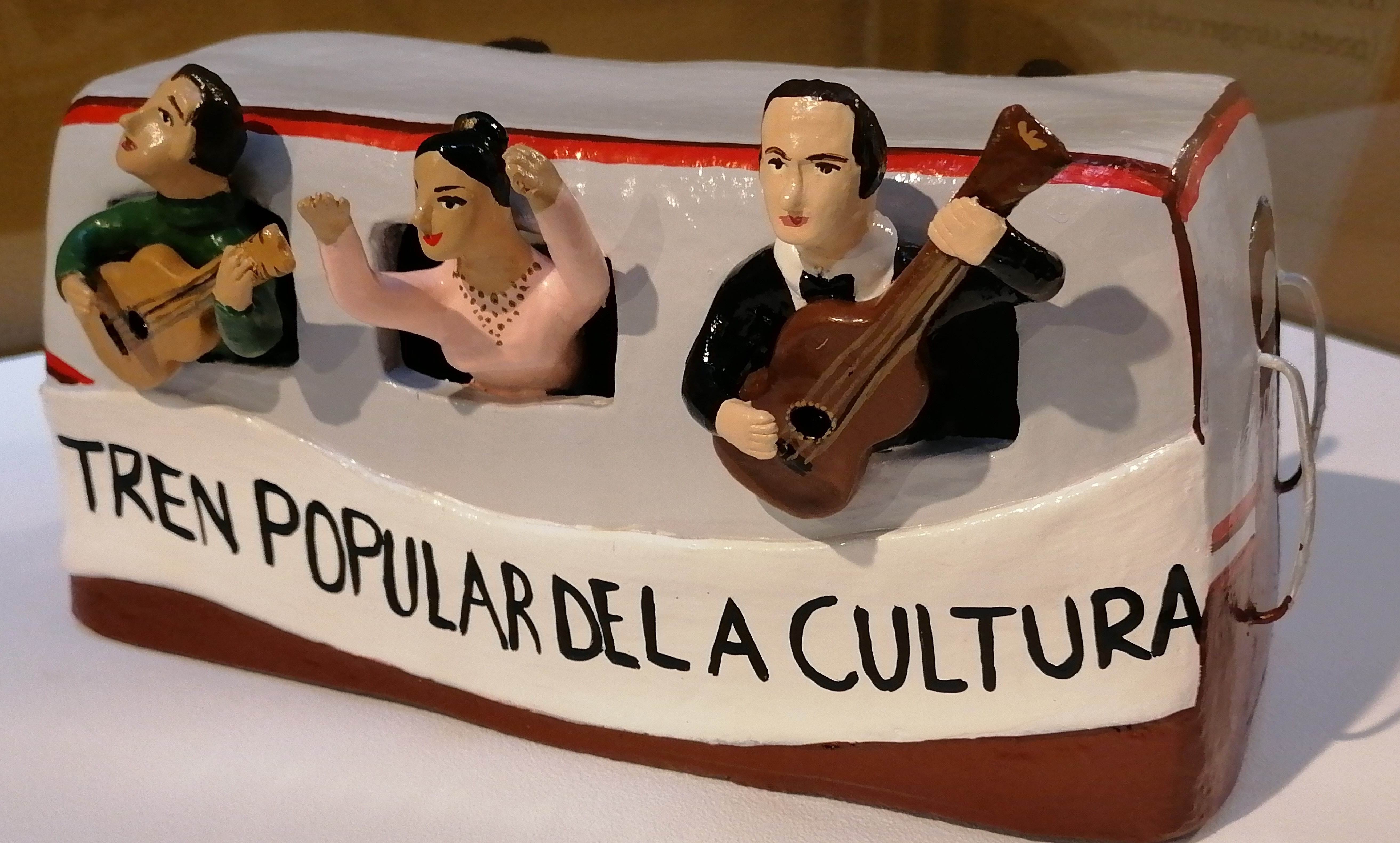
Representación de un carro del Tren Popular de la Cultura hecho en loza policromada de Talagante.